# Bataille de Brunete
Guerre d'Espagne
La bataille de Brunete est un ensemble de combats livrés durant la guerre d'Espagne entre les forces républicaines et les insurgés nationalistes. Elle se déroule entre le 6 et le 25 juillet 1937 dans la province de Madrid, à environ 25 kilomètres à l'ouest de Madrid, près de la ville de Brunete : à ce titre, elle fait partie de l'ensemble des combats du siège de Madrid.
L'objectif de l'armée républicaine est de diminuer la pression sur la capitale espagnole, qui subit depuis novembre 1936 le siège des forces nationalistes, mais également sur le front du Nord, où ces derniers, après avoir pris Bilbao et le Guipuscoa, menacent Santander et la Cantabrie. Mais à Brunete, les républicains, bien que victorieux dans un premier temps, sont ensuite obligés de se retirer après avoir subi de lourdes pertes.
C'est au cours des combats que la photographe Gerda Taro, compagne du photographe Robert Capa fut blessée mortellement par un char, et décéda peu après, le 26 juillet. Oliver Law, soldat africain-américain, fait également partie des victimes de la bataille. Julian Bell, poète anglais, fils de la peintre Vanessa Bell et de Clive Bell et neveu de Virginia Woolf, meurt également au cours de ces combats. Il s'était engagé comme ambulancier sur le front dans les brigades internationales. 

## Contexte

### Situation stratégique
Après la prise de Bilbao par les nationalistes, le 19 juin, les républicains décident de mener une opération suffisamment éloignée du front du Nord, afin d'en détourner les forces nationalistes et permettre aux républicains de se réorganiser. De plus, Brunete se trouve sur la route d'Estrémadure et sa capture permettrait de gêner le siège des nationalistes contre Madrid.
D'un point de vue politique, le président du gouvernement, Juan Negrín, a besoin de convaincre ses homologues anglais et français (Camille Chautemps) que la République espagnole peut encore gagner la guerre après les désastres de Málaga et de Bilbao. De plus, l'offensive satisfait les demandes des communistes et des Soviétiques, qui souhaitent montrer que les républicains peuvent avoir l'initiative – des plans soviétiques sur Brunete existent d'ailleurs depuis le printemps 1937.

### Forces en présence

#### Républicains
Le général José Miaja est à la tête de deux corps d'armée, soit environ 80 000 soldats.
On trouve le Ve corps d'armée, commandé par le colonel Juan Guilloto León (« Modesto ») et composé de :
- la 11e division, composée des 1re, 9e et 100e brigades, et menée par Enrique Líster ;
- la 35e division, composée des 32e et 108e brigades, et de la XIe brigade internationale, et menée par Karol Świerczewski (« Walter ») ;
- la 46e division, composée des 10e et 101e brigades, et menée par Valentín González (« El Campesino »).

On trouve ensuite le XVIIIe corps d'armée, commandé par le colonel d'artillerie Enrique Jurado Barrio, puis par le colonel Segismundo Casado, et composé de :
- la 10e division, composée des 2e et 111e brigades, et menée par le colonel José Maria Enciso ;
- la 15e division, composée des XIIIe et XVe brigades internationales, et menée par le colonel János Gálicz (« Gal ») ;
- la 46e division, composée des 3e, 16e et 68e brigades, et menée par le colonel José María Galán.

Enfin, en réserve se trouvent trois divisions :
- la 14e division, menée par Cipriano Mera ;
- la 45e division internationale, composée des XIIe et 150e brigades internationales, et menée par le colonel Manfred Stern (« Kleber ») ;
- la 69e division, menée par Gustavo Durán.

#### Nationalistes
Les nationalistes opposent à leurs ennemis l'armée du Centre, sous le commandement du général Andrés Saliquet. Mais c'est au général José Enrique Varela qu'est confié véritablement de superviser les opérations.
On trouve une partie du VIIe corps d'armée, commandé par le général José Enrique Varela et composé de :
- la 71e division, menée par le colonel Ricardo Serrador Santés. Elle est constituée de phalangistes et d'environ 1 000 soldats marocains ;

On trouve ensuite le Ier corps d'armée, commandé par Juan Yagüe et composé de :
- la 11e division, menée par le général José Iruretagoyena Solchaga ;
- la 12e division, menée par le général Carlos Asensio Cabanillas ;
- la 13e division, menée par le général Fernando Barrón ;
- la 14e division, menée par le colonel Juan Yagüe lui-même.

En renfort arrivent ensuite :
- la 150e division, menée par le général Eduardo Sáenz de Buruaga ;
- la IVe brigade de Navarre, menée par le colonel Camilo Alonso Vega ;
- la Ve brigade de Navarre, menée par le colonel Juan Bautista Sánchez.

## Combats

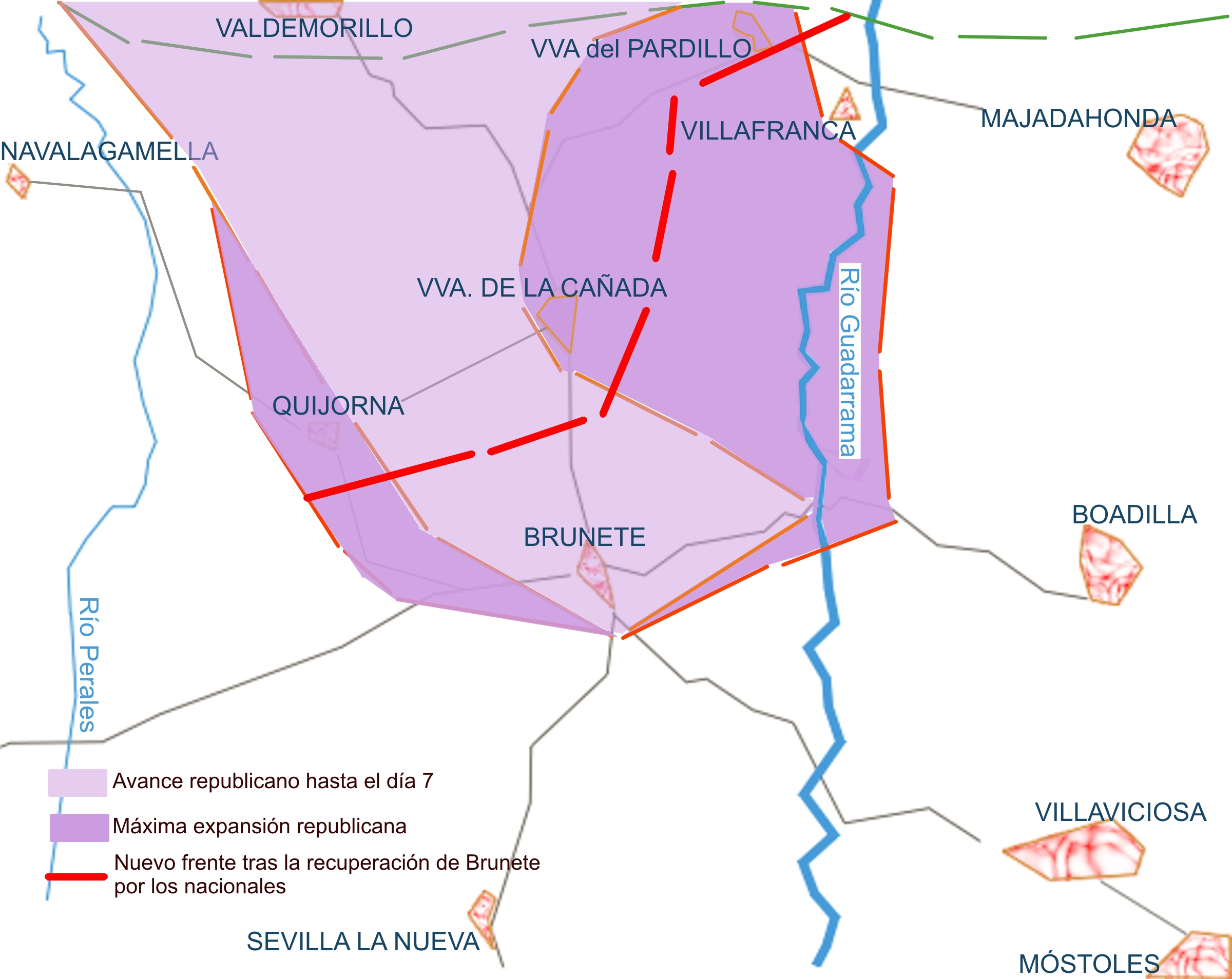
Carte de l'offensive républicaine à Brunete.

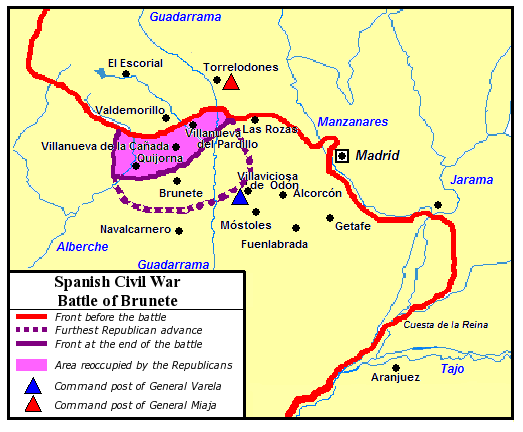
Carte de la bataille de Brunete. Trait rouge : Front initial. Trait pointillé violet : Avancée républicaine maximale. Trait violet : Front final.

### Offensive républicaine
À l'aube du 6 juillet, les républicains bombardent avec leur artillerie et leur aviation, durant une demi-heure, les positions nationalistes tenues par la 71e division. Immédiatement après, la 11e division d'Enrique Líster s'élance de sa position à Valdemorillo, avance de 10 km et encercle Brunete. Les nationalistes sont pris par surprise et la ville tombe vers midi. Cependant, les attaques des 34e et 46e divisions rencontrent une plus grande résistance, ce qui oblige Enrique Líster à ne pas avancer au-delà de Brunete. Le lendemain, le colonel républicain Enrique Jurado attaque le village de Villanueva de la Cañada, qui est pris par le bataillon Britannique de la XVe brigade internationale.
En réaction, les nationalistes acheminent les 12e, 13e et 150e divisions et la légion Condor, placées sous le contrôle du général José Enrique Varela et tiennent leurs positions dans les villages de Villanueva del Pardillo et Villafranca del Castillo. Alors que les républicains ont traversé la rivière du Guadarrama le 8 juillet, leurs attaques sont repoussées, ce qui annule tous leurs efforts.
Les républicains portent leur attention sur le village de Quijorna, où les 35e et 46e divisions viennent soutenir la future avancée d'Enrique Líster, et le prennent au matin du 9 juillet. Villafranca del Castillo est à son tour encerclé par les divisions de José Maria Enciso et de Kleber. Le 11 juillet, le colonel Enrique Jurado tente un assaut mais, malade, il est remplacé par le colonel Segismundo Casado qui, faisant face au moral en baisse de ses troupes, décide d'annuler l'attaque. C'est le village de Villanueva del Pardillo qui est en fin de compte enlevé par la XIIe brigade internationale.
Afin de reprendre l'avantage, les nationalistes envoient la Ve brigade de Navarre soutenir la garnison de Villafranca del Castillo : ils arrivent à repousser les républicains jusqu'au Guadarrama. Entre le 12 et le 17 juillet, il devient de plus en plus clair que l'avancée républicaine s'essouffle, d'autant que certains objectifs sont atteints : Brunete est tombé et la route de l'Estrémadure est coupée. Les hommes du général José Miaja décident alors de fortifier leurs positions en attendant la contre-offensive nationaliste.

### Contre-offensive nationaliste
Une contre-offensive est prévue pour le premier anniversaire du soulèvement nationaliste de 1936, le 18 juillet. Les républicains s'y attendent et repoussent les assauts ennemis jusqu'au 23 juillet. C'est le 24 que les nationalistes arrivent, avec leur 13e division et l'aide des chars allemands, à briser les lignes et à reprendre Brunete, sauf le cimetière. C'est au cours de cette retraite que la photographe Gerda Taro, compagne de Robert Capa, est blessée mortellement - elle meurt peu après, le 26 juillet.
Le 25 juillet, la contre-contre-offensive de la 14e division de Cipriano Mera est déjouée, puis finalement Enrique Líster effectue une retraite. Mais Franco n'en profite pas pour continuer son attaque, car il veut reporter ses efforts sur le front du Nord.

## Conséquences

### Bilan humain et matériel
Les pertes humaines et matérielles sont élevées, particulièrement pour les républicains dont les pertes (incluant aussi les blessés) atteignent 25 000 hommes. Du côté nationaliste, les pertes atteignent 17 000 hommes mais avec une proportion bien moindre de tués. Les pertes les plus fortes sont celles des brigades internationales qui, sur leur effectif total initial de 13 353 hommes, en perdent 4 300, tandis que presque 5 000 autres sont à l'hôpital.
Les pertes matérielles sont censées également être très lourdes pour les républicains selon les croyances fantaisistes de certains auteurs occidentaux : 80% de leurs chars et un tiers des avions de chasse assignés à ce front, sur soi-disant 100, voire 160 avions républicains perdus durant la bataille.
La réalité quoique difficile fut bien moins catastrophique : au total 3 I-15, 8 à 9 I-16, 9 R-Zet et 3 SB furent abattus par la chasse ou la DCA adverse. En outre 1 à 3 I-15, 2 à 3 I-16, 4 R-Zet ont été détruits au sol sur leurs terrains à la suite des bombardements ennemis ou par accident.
Pour ce qui est des chars, sur les 132 T-26 engagés au début de l'opération, 21 furent déclarés détruits (15.9%) et 26 endommagés (19,7%), soit 47 (35,5%) au total en 23 jours d'opérations selon le rapport Rybalkin. Le taux de récupération de ces pertes temporaires est malheureusement inconnu, mais pourrait facilement dépasser les 80%, à la lumière des batailles précédentes, pour peu que les engins soient restés ou aient été ramenés en territoire républicain.

### Conséquences stratégiques
D'un point de vue stratégique, si, à la fin de la bataille, les républicains ont échoué à couper efficacement la route de l'Estrémadure, ils tiennent plusieurs villages : aussi chacun des deux camps réclame pour lui la victoire. Les avancées des républicains se révèlent cependant en grande partie inutiles.
D'un point de vue politique, les communistes perdent de leur prestige dans le camp républicain, car leur plan a en fin de compte échoué. De plus, les brigades internationales, durement frappées par les combats, entrent en rébellion contre le commandement, refusant de retourner au front. Chez les nationalistes, le rôle primordial joué par les Allemands permet à l'Allemagne de négocier de favorables conditions de commerce, puisqu'elle obtient le statut de nation la plus favorisée. L'Espagne s'engage à payer ses dettes en apportant des matières premières à l'Allemagne hitlérienne.